# ژان گراتزیک
ژان گراتزیک (فرانسوی: Jean Graczyk‎; ۲۶ مهٔ ۱۹۳۳ – ۲۷ ژوئن ۲۰۰۴) دوچرخه‌سوار اهل فرانسه بود.
وی در مسابقات کشوری و بین‌المللی در مجموع برندهٔ ۱ مدال نقره شده‌است.